# Vértice (revista)
A Vértice é uma revista portuguesa de cultura e arte, fundada em Coimbra, em 1942.
Em fevereiro de 1945 (n.º 4-7), sob uma nova direcção integrada por um grupo de jovens, torna-se uma tribuna do movimento neorealista português e um instrumento de resistência à ditadura do Estado Novo.
Uma revista nova com um longo e prestigiado passado, a Vértice assume-se hoje com uma personalidade própria e com um lugar único no panorama editorial português. Deixou na vida cultural portuguesa uma marca indelével e ímpar, a qual, a par com a abertura às novas realidades, continua a inspirar a sua actividade presente.
A Vértice, ao cobrir uma vasta gama de temas no quadro da multidisciplinaridade e interdisciplinaridade, é um espaço de intervenção cultural, um projecto e um instrumento de reflexão, crítica e debate. Entende a cultura em sentido amplo, dando atenção tanto à criação literária, artística, filosófica e científica, como à realidade económica, social e política.
Procura aliar nas suas páginas o trabalho inovador, o rigor intelectual e científico e a vivacidade do debate. Visa ser não apenas um meio de divulgação de trabalhos em curso, mas também um instrumento de promoção da investigação e da intervenção criadoras.
A divulgação alcançada pela revista entre todos aqueles que se interessam pelas questões culturais e o prestígio granjeado nos meios intelectuais e académicos indicam que a Vértice está no bom caminho.